# Wechselburg
Wechselburg è un comune di 2.106 abitanti della Sassonia, in Germania.
Appartiene al circondario (Landkreis) della Sassonia centrale (targa FG).

## Monumenti e luoghi d'interesse
- Basilica di Santa Croce: è uno dei più antichi edifici gotici della Germania che, tra le altre opere, conserva un grande crocifisso scolpito capolavoro della scultura gotica tedesca del XIII secolo. Il complesso circostante la basilica ospita un monastero benedettino, attivo nella cura pastorale della parrocchia e nella gestione del pellegrinaggio verso la basilica, di secolare tradizione.